# 見越山
見越山（みこしやま）は、石川県金沢市と富山県南砺市との県境にある標高1,621mの両白山地の山。金沢市第2の高峰である。

## 概要
国土地理院の掲載1:25000地形図は、「西赤尾」（にしあかお）である。
奈良岳と同様、金沢市の平野部（片町周辺など）からは高三郎山の影に隠れがちである。県境付近に位置するが最高点は金沢市内にある。山頂付近は概ね南北に連なる3つの頂（南から見て、県境の標高約1610mの頂、最高点（1621m）の頂、標高約1610mの頂）からなる。
金沢市側は犀川の本流二又（ふたまた）川と支流倉谷（くらたに）川の分水嶺にあたる。
南砺市側は境川の支流開津（かいづ）谷が流れる。
北東は赤摩木古山（あかまつこやま）に連なる。南西は奈良岳（ならだけ）に接する。
数箇所に小規模なお花畑があり、カライトソウ、ニッコウキスゲ、タカネナデシコの群落が見られる。赤い粗面岩の露出が多く、眺望に優れる。医王山や宝達山、槍・穂高連峰を始め、条件が極めて優れた日には大門山の背後に佐渡島を望むことができる。
山域周辺の地質は、層厚数百mにおよぶ岩稲累層からなる。
新第三紀中新世の2000～1700万年前に北陸地方（の恐らく水域）で起こった激しい火山活動によるもので、安山岩質の溶岩および火山砕屑岩からなる火山岩が主体で堆積岩をはさむ。いわゆるグリーンタフの一部とされる。

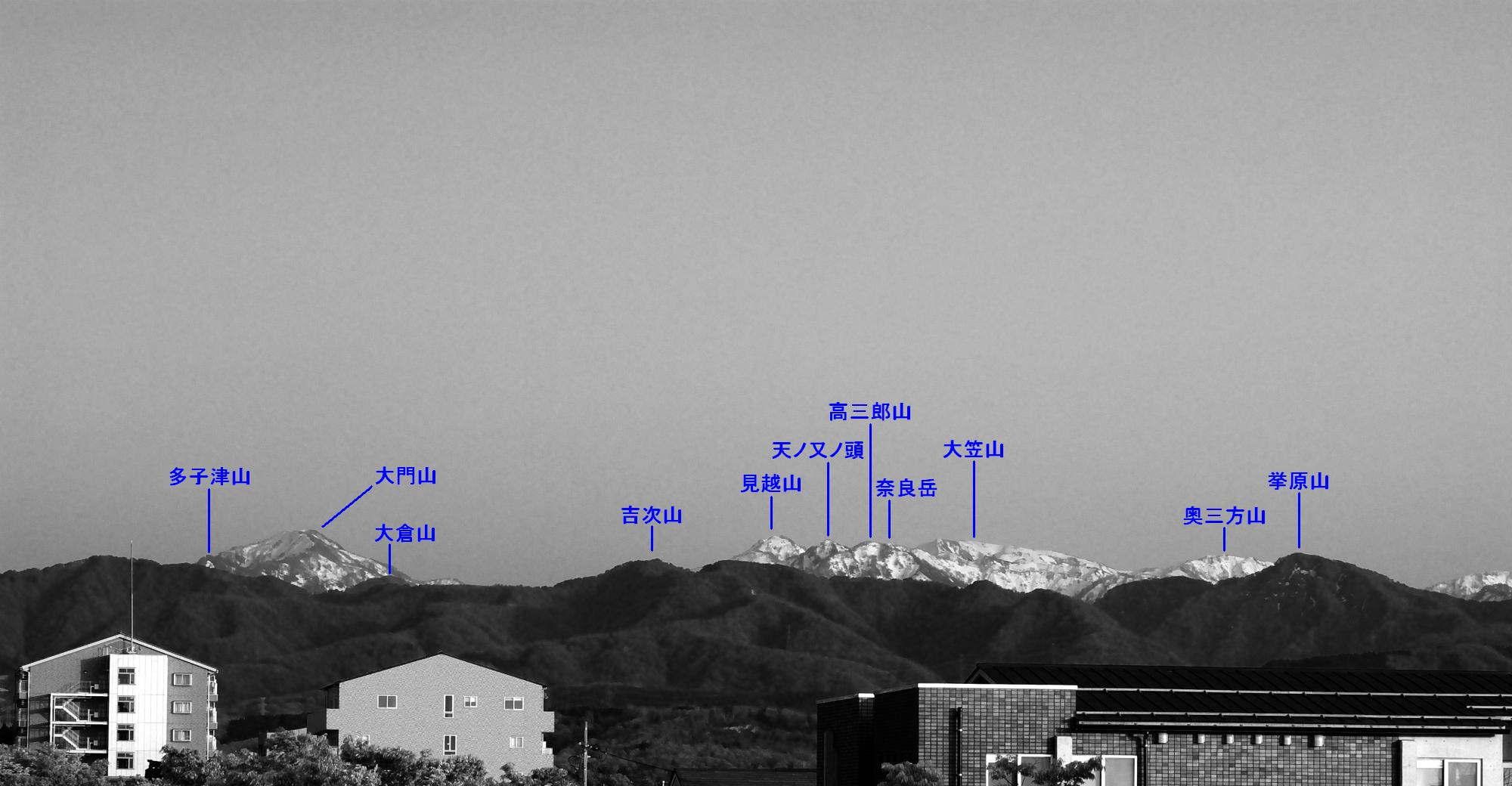
金沢の高峰群。金沢市浅野川流域より。（2009年4月）（解説無し画像）

## 名称
見越山の呼称は、古くは天保元年（1830年）頃成立したとされる『加能越三州地理志稿』に現れる。

### 赤摩不古山
現在見越山と呼ばれている山は、五万分一地形図『西赤尾』陸地測量部（明治42年測図）に現在の位置に記名されて以来確定したものであるが、ここにある山はかつて「赤摩不古山」（あかまふこやま または あかまつこやま）と呼ばれていたことが指摘されている。
その理由として、
①明治初期に成立した『皇国地誌』にある「赤摩不古山」周囲の山の配置が、現在の見越山のそれに近いこと。
②『皇国地誌』記載の「赤摩不古山」の高さが、奈良嶽より低く、大門山より高いこと。
③「赤摩不古山」が『皇国地誌』の二又村の条に記載され、倉谷・二又両村側から登路があると記載されていること。
④二十万分一輯製図『金澤』陸地測量部（明治21年輯製）では、「赤摩木古山」が、県境上、奈良嶽のすぐ北に位置し、「見越山」は県境から2kmほど石川県側に離れた位置に記載されていること。
が挙げられる。なお現在通用している「赤摩木古山」の名は、「赤摩不古山」または「赤摩枯山」の誤記だろうと指摘されている。
なお、赤摩不古山の呼称も、天保年間の『加能越三州地理志稿』に現れる。

### 本来の見越山
本来見越山と呼ばれていた山は、現在の高三郎山から見越山間の尾根上のどれかだと思われるが、現在となっては断定は難しい。この尾根上の1521mの峰とする説がある。
『皇国地誌』によると、高三郎山・禰都（ねつ）山・見越山を合わせて三峯嶽（さんぽうがだけ）と称す、高三郎最高峻、とあり、高三郎山から離れた位置にあるとは考えがたい。

## 登山道など
ブナオ峠を北の起点とし南進する県境縦走の登山道がある。ブナオ峠からの途中、大門山への分岐があり、赤摩木古山を通過して見越山へ至る。また白山市の旧河内村方面から奥三方山・奈良岳を経て登ることも可能である。
現在金沢市方面からの登山道はない。しかしながらかつて1964年（昭和39年）金沢大学ワンダーフォーゲル部によって開かれた登山道があった。倉谷ヒュッテから高三郎山を経て見越山頂上に達するもので、高三郎山から見越山頂上までは2時間20分を要したという。この道は少なくとも昭和50年頃までは残っていたと考えられるが、廃絶して久しいと考えられる。
明治初期の『皇国地誌』によると、倉谷村から東谷川（現、倉谷川）真谷より登るルート、二又村から西谷川（現、二又川）下萩谷より登るルートがあったとするが、「共ニ嶮ナリ」とあり、整備された登山道とは考えがたい。

## 周辺の山
- 医王山
- 大門山
- 赤摩木古山
- 奈良岳